# Scopula infantularia
Scopula infantularia är en fjärilsart som beskrevs av Achille Guenée 1858. Scopula infantularia ingår i släktet Scopula och familjen mätare. Inga underarter finns listade.